# Yves Ballu
Yves Ballu (4 de fevereiro de 1943) é um físico,  alpinista e  escritor francês especializado na história do alpinismo.
Engenheiro, doutor ès sciences foi director  Comissariado de energia atômica (CEA), mas é  principalmente conhecido pela obras dedicada ao montanhismo pelo que foi mesmo conselheiro da montanha do Ministère de la Jeunesse et des Sports francês

## Publicações
- L'Épopée du ski, Arthaud, 1981.
- Le mont-Blanc, Arthaud, 1986.
- À la conquête du Mont-Blanc, coll. «Découvertes Gallimard» (n° 5), Paris: Gallimard, 1986.
- L'Hiver de glisse et de glace, coll. «Découvertes Gallimard» (n° 127), Paris: Gallimard, 1991.
- Gaston Rébuffat, une vie pour la montagne, Hoëbeke, 1996.
- Les Alpinistes, Glénat, 1997.
- Les Alpes à l'affiche, Glénat, 1998.
- Drus, Montenvers et Mer de Glace, Hoëbeke, 2002.
- Naufrage au mont-Blanc, l'affaire Vincendon et Henry, Glénat, 2002.
- De Mélusine à Minatec, Éditions du Dauphiné Libéré, 2003.
- Mourir à Chamonix (roman), Glénat, 2006.
- La Conjuration du Namche Barwa (roman), Glénat, 2008.
- L'Impossible Sauvetage du Guy Labour, Glénat, 2010.
- Montagne, Arthaud, 2010.
- Gaston Rébuffat, la montagne pour amie, Hoëbeke, 2011.